# 特里林峰
特里林峰（英語：Trilling Peaks）是南極洲的山峰群，位於麥克羅伯特森地，屬於弗拉姆山脈的一部分，處於南馬遜山脈以南3英里，由挪威製圖師根據該國探險隊的空中照片繪入地圖。
67°58′S 62°45′E / 67.967°S 62.750°E